# Serap Özçelik
Serap Özçelik (Istanbul, 18 de febrer de 1988) és una karateka turca campiona del món, dels Jocs del Mediterrani de 2013, dels Jocs Europeus de 2015, i dues vegades campiona d'Europa de kumite en la categoria de 50 kg. En el 22è Campionat Mundial de Karate realitzat a Bremen, Alemanya, l'any 2014, Özçelik va ser campiona guanyant a Duygu Buğur, d'etnicitat turca, que representava a Alemanya. Özçelik també va ser integrant de la selecció nacional turca, campiona europea el 2015.